# Aplec de les Danses dels Pobles de la Mariola

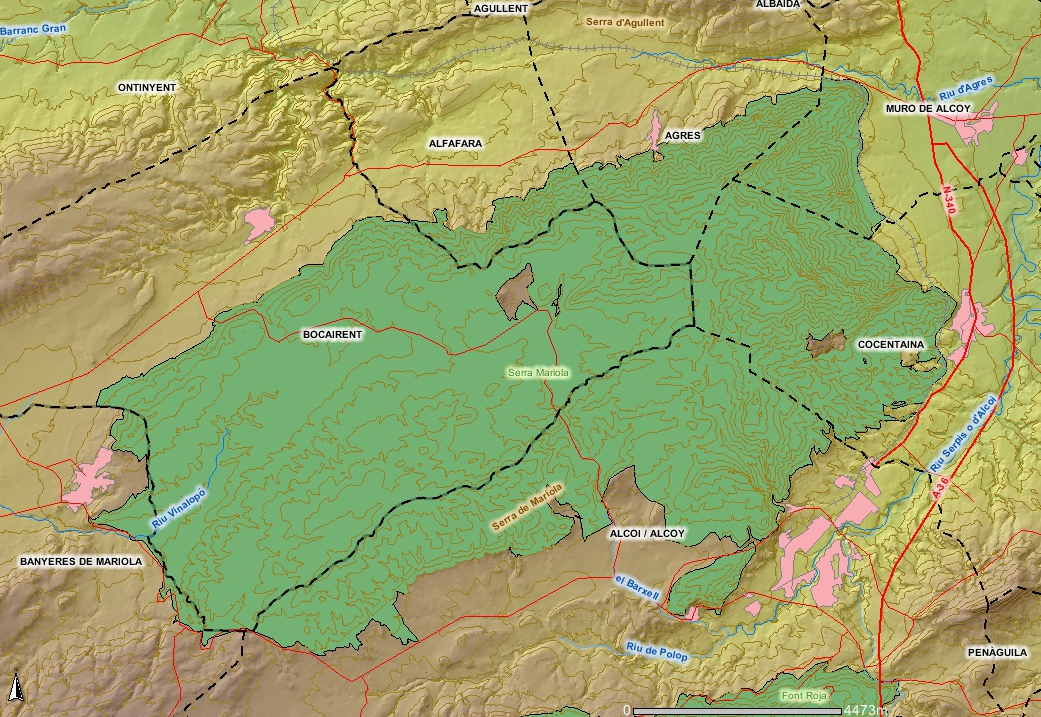
El Parc natural de la Mariola

L'Aplec de Danses dels Pobles de la Mariola és un aplec anual de grups de danses valencians, concretament de les comarques centrals de l'Alcoià (Alcoi, Banyeres de Mariola i Beneixama), l'Alt Vinalopó (Biar), el Comtat (Agres, Cocentaina, Gaianes, Muro d'Alcoi i Planes) i la Vall d'Albaida (Bocairent). L'aplec se celebra anualment des del 2005.
Projectat originàriament com l'equivalent de les Valls d'Alcoi a l'Aplec de les Danses de la Vall d'Albaida, l'adhesió del grup Cardaors de Bocairent -tradicionalment més prop de la Vall de Biar que de la resta de la d'Albaida- va fer reubicar el marc a l'entorn comú de la serra Mariola.

## Cronologia
| edició     | dia            | any  | localitat  | incidències                                                      |
| ---------- | -------------- | ---- | ---------- | ---------------------------------------------------------------- |
| I Aplec    | 17 de setembre | 2005 | Alcoi      | el mal oratge va obligar a reubicar-lo a la Llotja de Sant Jordi |
| II Aplec   | 10 de juny     | 2006 | Muro       | s'afigen Beneixama i Planes                                      |
| III Aplec  | 2 de juny      | 2007 | Cocentaina |                                                                  |
| IV Aplec   | 5 de juliol    | 2008 | Banyeres   | en coincidència amb les festes de la Malena                      |
| V Aplec    | 4 de juliol    | 2009 | Agres      | 25 aniversari del grup d'Agres                                   |
| VI Aplec   | 10 de juliol   | 2010 | Gaianes    |                                                                  |
| VII Aplec  | 9 de juliol    | 2011 | Planes     |                                                                  |
| VIII Aplec | 28 de juliol   | 2012 | Beneixama  |                                                                  |
| IX Aplec   | 27 d'abril     | 2013 | Bocairent  |                                                                  |
| X Aplec    | 5 de juliol    | 2014 | Onil       |                                                                  |